# Palazzo Vidiserti Dozzio
Palazzo Vidiserti è un edificio storico di Milano, dotato di due ingressi, su via Bigli n. 10 e via Monte Napoleone n. 21.

## Storia e descrizione

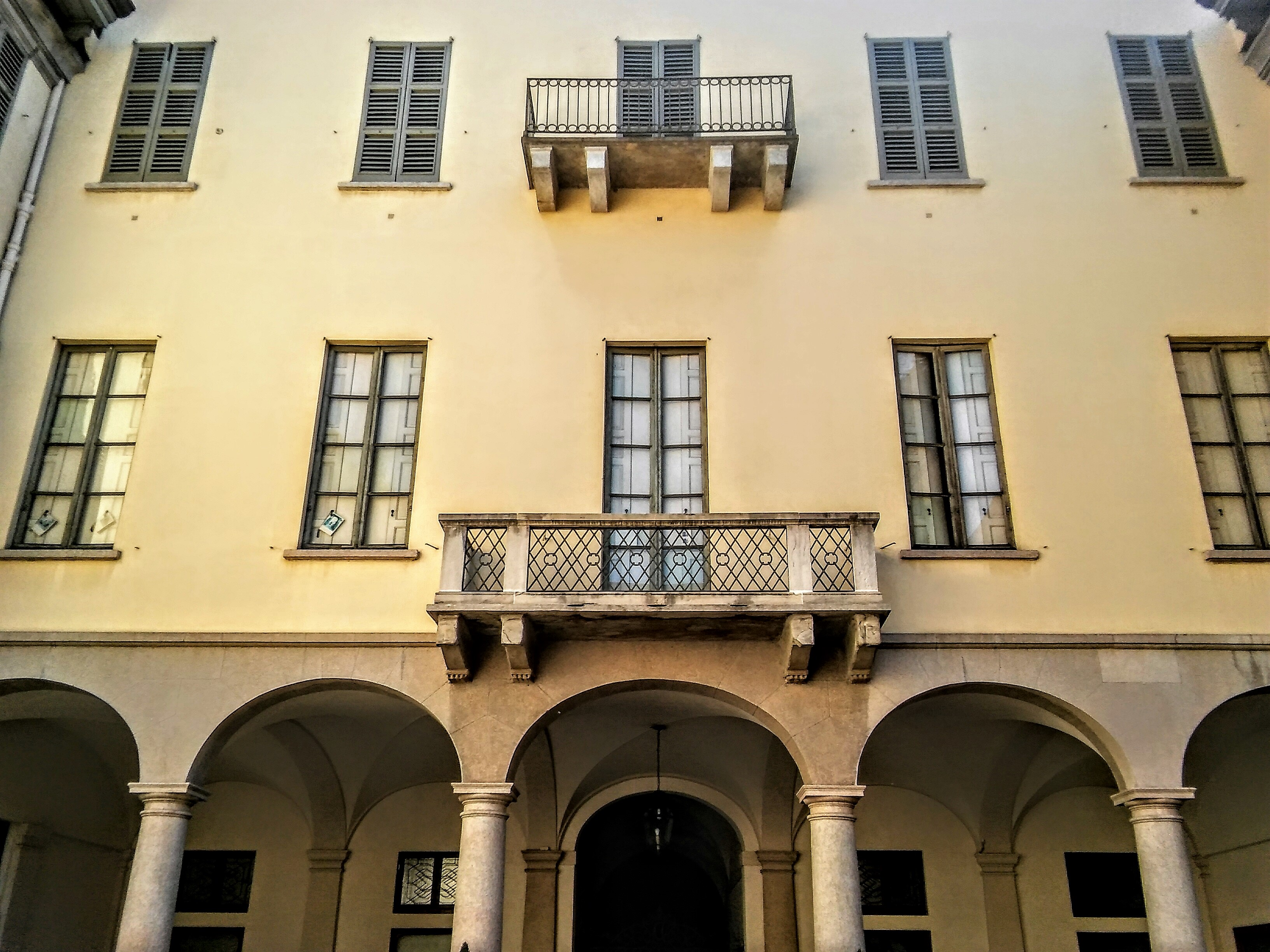
Cortile del palazzo

La facciata del palazzo che da via Montenapoleone è situato sulle vecchie mura romane della città, visibili nelle fondamenta, e sorse nel XV secolo sui resti di un palazzo di origine medievale. Il palazzo è curiosamente dotato di due facciate e conseguente doppio ingresso: la facciata su via Montenapoleone si presenta di aspetto tendenzialmente sobrio, con un portale ad arco a tutto sesto con serraglia dalle sembianze leonine sovrastato da un balcone retto da mensole decorate; al piano superiore le finestre sono decorati da modanature rettilinee. La facciata su via bigli è decorata invece con un portale in cotto ad arco a sesto ribassato con leggera strombatura: al pian terreno le finestre sono decorate con cornici in stucco decorate con serraglia, mentre ai piani superiori l'edificio non presenta particolari decorazioni. Il cortile interno si presenta porticato su due ali con colonne di ordine tuscanico: degno di nota è lo scalone d'onore con volta affrescata che conduce agli appartamenti padronali.